# 經傳釋詞
《經傳釋詞》，王引之撰，共十卷。是一本解釋經傳中所出現虛詞的專著。

## 概說
經傳釋詞初刊於嘉慶三年，有王引之自序。嘉慶二十四年再版，阮元又序，稱“高郵王氏喬梓，貫通經訓，兼及詞氣。昔聆其『终风』诸说，每为解颐”。胡培翬撰《书后》云：「是书专释语词虚字，辟前古未有之途经，荟萃众解，津逮后人，足补《尔雅》之阙」。
經傳釋詞主要因聲求義，不限形體。其研究方法包括古注推衍、互文同訓、異文互證、同文比例等。本書尤其注重對虛詞的解釋。
本書有兩個問題。其一為缺漏甚多，其二是有時會錯誤解釋古書。